# Tutto deve finire
Tutto deve finire è l'unico album del gruppo rock progressivo La Seconda Genesi.

## Il disco
Nonostante la scarsa produzione e distribuzione del disco, quale ebbe successo soltanto negli anni 90' durante il periodo neoprogressive, esso è influenzato da sonorità jazz.

## Tracce
1. Ascoltarsi nascere - 5:35
2. L'urlo - 4:41
3. Se Ne Va Con Noi - 2:36
4. Vedo Un Altro Mondo - 3:38
5. Dimmi Padre - 8:02
6. Breve Dialogo - 1:14
7. Giovane Uomo - 1:54
8. Un'infanzia Mai Vissuta - 3:25

## Formazione
- Alberto Rocchetti: voce, tastiere
- Paride De Carli: chitarre
- Nazzareno Spaccia: basso
- Pier Sandro Leoni: batteria
- Gianni Bonavera: sax, flauto